# Джеймс Типтри-младши
Джеймс Типтри-младши (на английски: James Tiptree, Jr.; 24 август 1915 – 19 май 1987) е псевдоним на американската писателка на научна фантастика Алис Брадли Шелдън (Alice Bradley Sheldon), използван от 1967 г. до смъртта ѝ. Друг неин псевдоним е Ракуна Шелдън (Raccoona Sheldon), използван от 1974 до 1977 г.
Типтри/Шелдън е най-известна с разчупването на представата за граница и разлика между „мъжко писане“ и „женско писане“. До 1977 г. обществеността не знае, че Джеймс Типтри-младши е жена.

## Ранни години
Алис е дъщеря на юриста и натуралист Хърбърт Брадли и писателката Мери Хастингс Брадли. Още от дете тя пътува с тях много. Когато пораства, работи като художник, а през периода 1941 – 1942 г. е графичен дизайнер, художник и критик върху изобразителното изкуство за Чикаго Сън. От 1934 до 1941 г. е омъжена за Уилям Дейви.
През 1942 г. тя постъпва в американската армия и работи в отдела за въздушно разузнаване. През 1945 г. се омъжва за Хънтингтън Шелдън. Уволнява се от армията през 1946 г. и започва дребен бизнес в партньорство със съпруга си. Първият ѝ разказ „Щастливците“ е публикуван в броя от 16 ноември 1946 г. на „Ню Йоркър“. В списанието разказът е подписан с „Алис Брадли“, но в списъка с творбите му – с името „Алис Брадли Шелдън“. През 1952 г. със съпруга ѝ са поканени да работят за ЦРУ. Уволнява се оттам през 1955 г. заради желанието си да се върне към колежа.
През 1957 – 1959 г. тя учи в Америкън Юнивърсити за бакалавърска степен в областта на изкуствата. Получава през 1967 г. докторат в Университета „Джордж Вашингтон“ по експериментална психология. Докторската ѝ дисертация изследва реакциите на животни към нови стимули в променяща се среда.
Алис е бисексуална. „Харесвам много някои мъже, но по начало, преди още да знам за нещата, винаги ме разпалваха момичета и жени“, казва тя.

## Кариера в областта на научната фантастика
Без ясна идея какво да прави с новите си научни степени и новите (и старите) си кариери, Шелдън започва да пише научна фантастика. За пръв път използва псевдонима Джеймс Типтри-младши през 1967 г. Името „Типтри“ идва от надписа на буркан с мармалад. В интервю тя казва: „Мъжко име изглеждаше като добра маскировка. Имах усещането, че един мъж няма да бъде толкова старателно оглеждан. Прекалено често през живота си съм била първата жена на някоя гадна работа.“
Псевдонимът е използван като прикритие успешно докъм края на 1970-те. Отчасти това се дължи на факта, че се е знаело, че „Типтри“ е псевдоним, и че се е смятало, че той прикрива личността и защитава репутацията на служител от тайните служби. Читателите, редакторите и кореспондентите са били оставяни сами да предполагат пола и като правило са смятали, че става дума за мъж.
„Типтри“ няма публични изяви, но редовно е разменяла писма с фенове и други автори на научна фантастика. При молба за биографични данни Типтри/Шелдън дава всякаква информация за себе си, с изключение на изрично споменаване на пола. Много от тези подробности (докторската степен, кариерата във военновъздушните сили) са споменавани в писма на „Типтри“ и се появяват в официалните биографии.
След смъртта на майка ѝ през 1976 г. нещата биват оповестени официално и някои известни автори на научна фантастика се оказват в неловко положение. Робърт Силвърбърг пише предговор към „Топли светове и други“ и на базата на извадки от разкази от сборника декларира, че Типтри няма как да е жена. Във въведение към разказ в една от неговите антологии „Опасни видения“ Харлан Елисън споменава, че „(Кейт) Уилхелм е жената на първо място тази година, но Типтри е мъжът.“ Единствено Теодор Стърджън се оказва на прав път – година преди това той пише: „Джеймс Типтри-младши е единственият от това поколение автори, който по стил и деликатност надминава дори жените.“
Безпокойството на Шелдън, че оповестяването на пола ѝ ще има негативно влияние на мнението на читателите за нея, се оказва неоправдано. Последната ѝ награда „Небюла“ – за повестта „The Screwfly Solution“, е присъдена през 1977 г.

## Описание на произведенията
Типтри/Шелдън е еклектичен автор и работи върху широк кръг от стилове и поджанрове. Често комбинира технологичния фокус и стил на „твърдата“ научна фантастика със социологическите и психологически уклони на „меката“ НФ, и със стилистични експерименти, подобна на „ню уейв“ движението във фантастиката.
След няколко стандартни разказа „Последният полет на доктор Айн“, написан през 1969 г., привлича вниманието и одобрението на критиците. Това е един от най-кратките ѝ разкази – съчувствено описание на учен, чиято загриженост за екологичните проблеми на Земята го довежда до идеята да унищожи човечеството. Разказът е необичайна комбинация от болестен цинизъм и състрадание, а словесната му прецизност – поетична; по този начин той отличава гласа на Типтри от другите.
Много от разказите ѝ напомнят по един или друг начин за космическата опера и другата масова научна фантастика, която Типтри е чела като дете, но обикновено носят много по-мрачен тон. Космическите пътешествия на героите ѝ често са свързани с драстично духовно отчуждение или водят до трансцендентално изживяване, което носи чувство за удовлетворение, но също и смърт. По-известни разкази от този тип са „По посока на болката“, в който космически изследовател бива направен нечувствителен към болка, но открива, че животът по този начин е непоносим, и „Един миг съществуване“, в който истинската цел на човешкото съществуване, открита на далечна планета, прави индивидуалния човешки живот напълно безсмислен.
Друга често срещана тема са търканията между свободния избор и биологичния детерминизъм, или между рационалността и сексуалните желания. „Любовта е планът – планът е смърт“, една от малкото научнофантастични истории, в които не участват хора, описва романтичните самообяснения на извънземно същество за бруталните инстинкти, които определят начина му на живот. „Средство срещу паразита“ (The Screwfly Solution) внушава, че хората биха могли да рационализират по подобен начин заразна лудост, която води до убийства на сексуална основа. Сексът е описан в произведенията на Типтри ярко, като понякога весела, но по-често заплашителна сила.
Преди разкриването на идентичността на Шелдън, Типтри често се посочва като „необичайно феминистичен за писател-мъж“ – особено заради разказа „Жените, които мъжете не забелязват“, в който две жени, посетени от извънземни, за да ги отвлекат, тръгват с тях по свое желание, за да избегнат ограниченията си тук, на Земята. Възгледите на Шелдън за сексуалната политика обаче не са еднозначни – описаното в „Хюстън, Хюстън, там ли сте?“ общество на жени-клонинги е безцветно и в немалка степен безсъвестно.
Двата романа на Шелдън, написани към края на кариератаѝ, и приети от критиците по-хладно, отколкото разказите ѝ, продължават да изследват същите теми.

## Смърт
Шелдън продължава да пише под псевдонима „Типтри“ още 10 г. На 19 май 1987 г., на 71-годишна възраст, тя отнема живота на 84-годишния си, почти сляп съпруг, и се самоубива. Двамата са открити мъртви, ръка за ръка, в леглото в дома им във Вирджиния. Предсмъртното писмо, което Шелдън оставя, е било написано години преди това, и пазено за когато дойде времето. В интервю с Чарлз Плат в началото на 1980-те Шелдън разказва за емоционалните си проблеми и предишни опити за самоубийство. Мрачните и песимистични елементи, които се срещат в много от произведенията ѝ, вероятно в крайна сметка се оказват отражение на собствените ѝ бурни емоции.
В нейна чест е учредена наградата Джеймс Типтри – младши. Присъжда се ежегодно на фантастично произведение, което разширява или изучава разбиранията за пола.

### Сборници с разкази
- „На десет хиляди светлинни години от дома“ (Ten Thousand Light-Years from Home) (1973)
- „Топли светове... и други“ (Warm Worlds and Otherwise) (1975)
- „Звездни песни на един стар примат“ (Star Songs of an Old Primate) (1978)
- „Извън навсякъде, и други изключителни възприятия“ (Out of the Everywhere and Other Extraordinary Visions) (1981)
- „Захапи красотата: Осем научно-фантастични разказа“ (Byte Beautiful: Eight Science Fiction Stories) (1985)
- „Звездният разлом“ (The Starry Rift) (1986) (свързани разкази)
- „Приказките на Квинтана Ру“ (Tales of the Quintana Roo) (1986) (свързани разкази)
- „Корона от звезди“ (Crown of Stars) (1988)
- „Димът ѝ се издигна завинаги“ (Her Smoke Rose Up Forever) (голям сборник с много от най-добрите ѝ разкази) (1990)

#### Романи
- „По стените на света“ (Up the Walls of the World) (1978)
- „Въздухът изгуби яркостта си“ (Brightness Falls from the Air) (1985)

#### Други сборници
- „Поезията на Джеймс Типтри-младши“ (Neat Sheets: The Poetry of James Tiptree, Jr.) (1996)
- „Ще се срещнем в безкрая“ (Meet Me at Infinity) (сборник от неиздавана преди литература, есета и публицистика, плюс много биографична информация, редактирана от приятеля на Типтри Джефри Д. Смит) (2000)

## Адаптации
- „Включеното момиче“ („The Girl Who Was Plugged In“) (1998) – телевизионен филм за серията Добре дошли при парадокса
- „The Screwfly Solution“ (2006) – телевизионен филм за серията Майстори на Хоръра

## Награди
- Награди Хюго:
  - 1974 (Най-добра новела – „Включеното момиче“)
  - 1977 (Най-добра новела – „Хюстън, Хюстън, там ли сте?“)
- Награди Небюла:
  - 1973 (Най-добър разказ – „Любовта е планът – планът е смърт“)
  - 1976 (Най-добра новела – „Хюстън, Хюстън, там ли сте?“)
  - 1977 (Най-добра повест – „The Screwfly Solution“, публикувана под псевдонима Ракуна Шелдън.)